# Iê Iê Iê (álbum de Kid Abelha)
Iê Iê Iê é o sexto álbum de estúdio da banda brasileira de pop rock Kid Abelha. Lançado originalmente em 4 de maio de 1993 pela Warner Music, o álbum teve a produção de George Israel e Nilo Romero e vendeu certa de 100 mil cópias, extraindo algumas das canções de maiores sucesso de sua carreira como "Eu Tive um Sonho", "Deus (Apareça na Televisão)" e "Em Noventa e Dois".

## Informações
Gravado no início de 1993 novamente no Estúdio Nas Nuvens, no Rio de Janeiro, o álbum foi produzido unicamente por Nilo Romero e George Israel, sendo considerado o álbum mais simples do Kid Abelha devido aos arranjos de facil compreensão, tendo como principal elemento a utilização de instrumentos acústicos e a ausência de mixagens. A temática do álbum gira principalmente em torno da relações sexuais, tendo como outros temas paralelos ainda o amor, o ceticismo e a idade, sendo que as composições do álbum ficaram por conta de George Israel e Paula Toller, que foi elogiada pela mídia por melhorar a capacidade de compor. O álbum ainda conta ainda com um cover de "Smoke on the Water", da banda britânica Deep Purple.
Originalmente o álbum se chamaria A Teus Pés, porém foi mudado por não se encaixar à tematica do trabalho e não expressar o sentimento de encerramento de uma era que o grupo queria passar, deixando pra trás as roupas coloridas e cabelos curtinhos de Paula Toller que marcaram o início da carreira do grupo. De última hora o título foi alterado para Iê Iê Iê, em homenagem ao estilo de rock Iê Iê Iê, inspirado pelos Beatles nos anos 60.

## Lista de faixas
| N.º | Título                        | Compositor(es)                                                   | Duração |  |
| 1.  | "Eu Tive um Sonho"            | Paula Toller, George Israel                                      | 3:08    |  |
| 2.  | "O Beijo"                     | Paula Toller, George Israel                                      | 3:47    |  |
| 3.  | "Mil e Uma Noites"            | Paula Toller, George Israel                                      | 3:41    |  |
| 4.  | "Por Um Dia"                  | Bruno Fortunato, Paula Toller, George Israel                     | 3:36    |  |
| 5.  | "Em Noventa e Dois"           | Paula Toller, George Israel                                      | 3:32    |  |
| 6.  | "Deus (Apareça Na Televisão)" | Paula Toller, George Israel, Sérgio Dias                         | 3:33    |  |
| 7.  | "Um Segundo a Mais"           | Paula Toller, George Israel                                      | 3:53    |  |
| 8.  | "Smoke On The Water"          | Ritchie Blackmore, Jon Lord, Ian Gillan, Ian Paice, Roger Glover | 3:34    |  |
| 9.  | "Por Uma Noite Inteira"       | Paula Toller, George Israel                                      | 3:54    |  |

## Músicos participantes

### Kid Abelha
- Paula Toller - voz
- George Israel - sax, violão, guitarra, flauta, teclados e vocais
- Bruno Fortunato - guitarra e violão

### Músicos convidados
- Nilo Romero - baixo
- Kadu - bateria
- Ramiro Musotto - percussão
- Serginho Knust - guitarra e cítara
- Peninha (Barão Vermelho) - percussão em "O Beijo"

## Presença em Trilhas Sonoras
Do álbum Iê Iê Iê, três canções fizeram parte de trilhas sonoras. A primeira foi "Em Noventa e Dois", que integrou a trilha sonora nacional da novela "O Mapa da Mina", último trabalho de Cassiano Gabus Mendes, em 1993, exibida pela TV Globo. Pela mesma emissora, a canção "Deus (apareça na televisão) integrou a trilha sonora da novela "Olho no Olho" de 1993/1994. Por fim a canção "O Beijo" fez parte da trilha sonora nacional do seriado "Confissões de Adolescente", exibido pela TV Cultura de São Paulo.

## Vendas e certificações
| País / Certificadora | Vendas  |
| -------------------- | ------- |
| Brasil (ABPD)        | 100.000 |